# Trulli Formula E Team
Trulli Formula E Team est une ancienne écurie suisse de Formule E fondée en 2014 par l'ancien pilote de Formule 1 Jarno Trulli. Elle ferme ses portes au début du Championnat de Formule E FIA 2015-2016, après une première saison où elle termine dixième et dernière du championnat des constructeurs en 2014-2015.

## Résultats en championnat de Formule E FIA
| Saison    | Ecurie                | Pilotes                                                     | Nombre de e-prix | Points | Classement |
| --------- | --------------------- | ----------------------------------------------------------- | ---------------- | ------ | ---------- |
| 2014-2015 | Trulli Formula E Team | Jarno Trulli Michela Cerruti Vitantonio Liuzzi Alex Fontana | 11               | 17     | 10e        |
| 2015-2016 | Trulli Formula E Team | Vitantonio Liuzzi Salvador Durán Jarno Trulli               | 2                | 0      | Non classé |